# 让·乌曼斯基
让·乌曼斯基（英語：Jean Umansky），法国音频工程师。他因电影天使爱美丽提名奥斯卡最佳音响效果奖。自1980年起，乌曼斯基参与了超过50部电影的制作。

## 部分影视作品
- 天使爱美丽 (2001)[1]